# Hieracium eustales
Hieracium eustales es una especie de planta con flor del género Hieracium, de la familia Asteraceae, orden Asterales.

## Distribución
Hieracium eustales se distribuye por Escocia.

## Taxonomía
Fue descrita científicamente por W. R. Linton.
Tratamiento taxonómico
La especie aparece registrada y publicada en J. Bot.